# Knieja Łuczańska
Knieja Łuczańska – osada wsi Możdżany w Polsce, położona w województwie warmińsko-mazurskim, w powiecie giżyckim, w gminie Kruklanki.
W latach 1975–1998 osada należała administracyjnie do województwa suwalskiego.